# Inna Modja
Inna Modja, właściwie Inna Bocoum, (ur. 19 maja 1984 w Bamako) – malijska wokalistka i modelka. Modja jest pseudonimem, znaczy niegrzeczna w języku ful. Wzięła udział w kampanii przeciwko obrzezaniu kobiet, któremu została poddana.

## Albumy
- 2010: Everyday Is a New World
- 2011: Love Revolution